# C/2007 W1 (Boattini)
C/2007 W1 (Boattini) là một sao chổi chu kỳ dài được Andrea Boattini tại Khảo sát Núi Lemmon phát hiện vào ngày 20 tháng 11 năm 2007. Khi cực đại, sao chổi có cấp sao biểu kiến khoảng 5.
Vào ngày 3 tháng 4 năm 2008, khi C/2007 W1 cách Trái Đất 0,66 AU và cách Mặt Trời 1,7 AU, đầu sao chổi (bầu khí quyển bụi mỏng manh mở rộng) của sao chổi được ước tính khoảng 10 phút cung. Điều này làm cho đầu sao chổi có đường kính khoảng 290.000 km.
Vào ngày 12 tháng 6 năm 2008, sao chổi đã bay qua khoảng cách trong phạm vi 0,21005 AU (31.423.000 km; 19.525.000 mi) tính từ Trái Đất. Sao chổi đã đến điểm cận nhật (khoảng cách gần Mặt Trời nhất) vào ngày 24 tháng 6 năm 2008 ở khoảng cách 0,8497 AU.
Sao chổi này có cung quan sát 285 ngày, cho phép ước tính tốt quỹ đạo của nó. Quỹ đạo của sao chổi chu kỳ dài này có được một cách chính xác khi quỹ đạo mật tiếp được tính toán ở kỷ nguyên sau khi nó rời khỏi khu vực hành tinh và tính theo trọng tâm của hệ mặt trời. Sử dụng JPL Horizons, các phần tử quỹ đạo trọng tâm cho kỷ nguyên 01 tháng 1 năm 2020 tạo ra một bán trục chính là 1,582 AU, khoảng cách viễn nhật là 3,163 AU, và chu kỳ quỹ đạo khoảng 63.000 năm.
Trước khi vào khu vực hành tinh, C/2007 W1 có quỹ đạo hyperbol. Sao chổi này có lẽ ở trong đám mây Oort bên ngoài với quỹ đạo hỗn loạn liên kết lỏng lẻo dễ bị các ngôi sao bay ngang qua làm nhiễu loạn.